# أساطير لافونتين
أساطير لافونتين (بالفرنسية: Fables de La Fontaine) التي كتبها الشاعر الفرنسي جان دو لافونتين (بالفرنسية: Jean de La Fontaine) على مدار 26 عاماً والبالغ عددها 234، وتُعد من أفضل ما كتب على لسان الحيوانات، وقد كتبها على غرار أساطير إيسوب، من أشهرها الأرنب والسلحفاة، والثعلب والعنب. وقد تم اختيار الكتاب الذي ضم تلك الأساطير المسمى خرافات مختارة للأطفال من أشهرها:
النملة والصرصور والذئب والغراب، كما أن أكثر قصص فونتان على شكل شعر (بالإنجليزية: Selected Fables for Children).

## ترجمات إلى العربية
- ترجمها إلى العربية محمد بك عثمان جلال تحت عنوان العيون اليواقظ في الأمثال والمواعظ. وصدرت عام 1906م.
- ترجمها جبرا إبراهيم جبرا تحت عنوان حكايات من لافونتين. بغداد: وزارة الثقافة والإعلام- دار ثقافة الطفل، 1987..[2]

## وصلات خارجية
صفحة الكتاب على موقع المكتبة الرقمية العالمية